# Sedum nudum
Sedum nudum är en fetbladsväxtart som beskrevs av William Aiton. Sedum nudum ingår i Fetknoppssläktet som ingår i familjen fetbladsväxter. Inga underarter finns listade i Catalogue of Life.